# Imma flavibasa
Imma flavibasa is een vlinder uit de familie van de Immidae. De wetenschappelijke naam van de soort is voor het eerst geldig gepubliceerd in 1887 door Frederic Moore.